# Hans Brechbühler

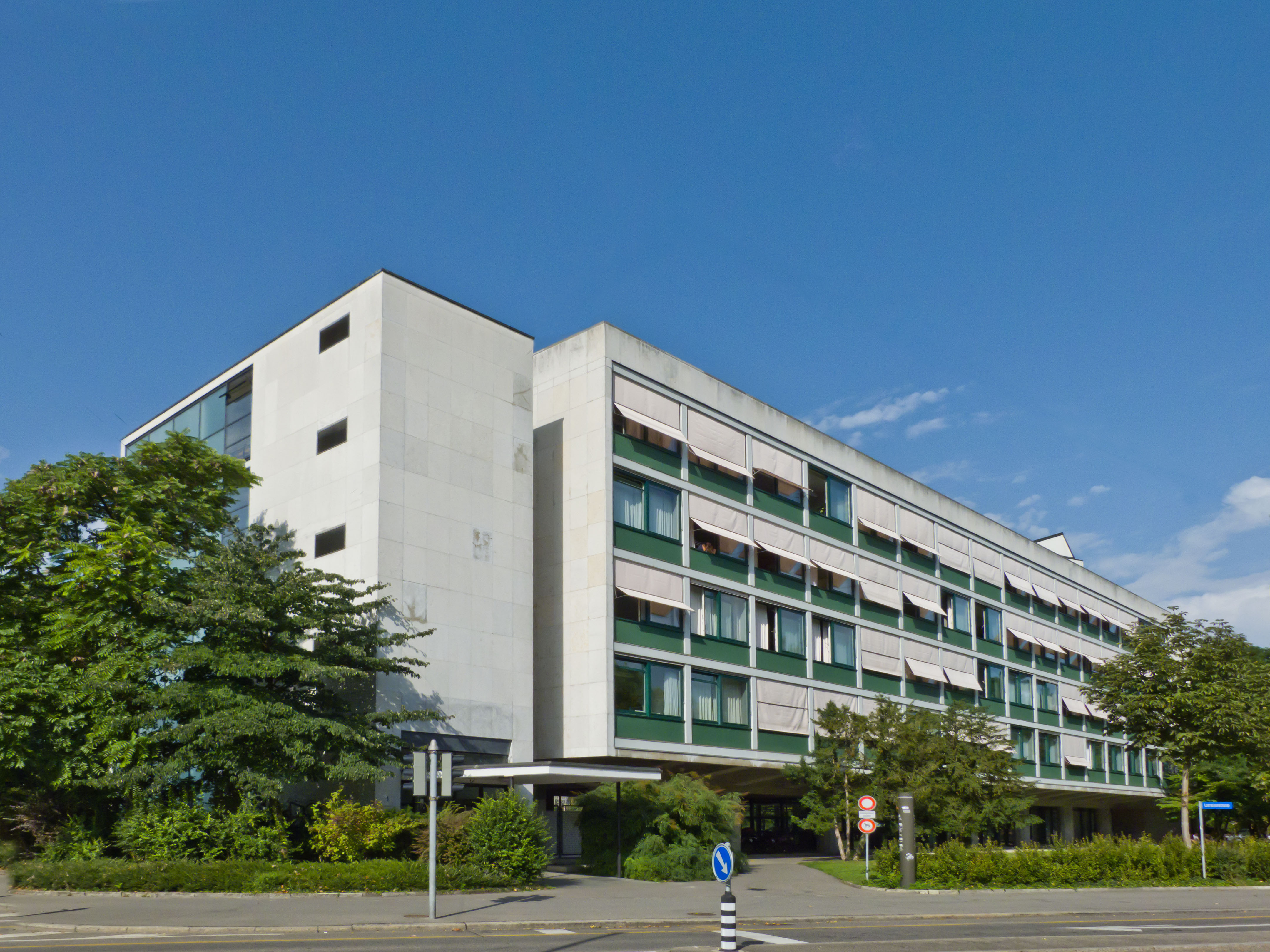
Die Gewerbeschule Bern, das Hauptwerk Hans Brechbühlers

Hans Brechbühler (* 25. Mai 1907 in Bern; † 11. September 1989 in Ittigen BE) war ein Schweizer Architekt, Hochschul-Professor an der ETH Lausanne und Vertreter der zweiten Architekten-Generation des Neuen Bauens.

## Ausbildung
Brechbühler studierte 1926–1929 bei Karl Moser an der ETH Zürich und 1928–1929 bei Hans Poelzig an der Technischen Hochschule in Berlin. 1929–1930 promovierte er an der ETH Zürich unter Otto Rudolf Salvisberg.
Karl Moser und Hans Poelzig führten ihn auf den Weg zum Modernen Bauen und waren ihm erste Vorbilder, während O. R. Salvisberg von ihm abgelehnt und als «Nutzniesser und Weichling» bezeichnet wurde.

## Wirken
Kurzzeitig war Brechbühler im Büro von Karl Moser beschäftigt, um anschliessend in Paris bei Le Corbusier für sieben Monate zu wirken. Die Zeit beim grossen Meister prägte ihn für sein ganzes Leben. Nach seiner Rückkehr in die Schweiz arbeitete er zwei Jahre bei Albert Zeyer in Luzern bis zum Tod seines Vaters Fritz Brechbühler. Das väterliche Büro hatte in Bern zahlreiche Jugendstil-Bauten für Wohnbau-Genossenschaften erstellt. Nach der Reorganisation im Jahr 1933 führte Hans Brechbühler dessen Atelier weiter. Mit dem Lagerhaus der Firma Samen Vatter realisierte er einen ersten, grösseren Auftrag.
Durch seine Berner Gewerbeschulbauten an der Lorrainestrasse wurde er als moderner Vertreter des Neuen Bauens im Geiste Le Corbusiers bekannt. Sein Wettbewerbsprojekt wurde 1937–1939 ausgeführt. Hier hat Brechbühler Le Corbusiers Ideen eigenständig angewendet, ohne sie zu kopieren.
In den folgenden Jahren waren seine Entwürfe für Einfamilienhäuser und Gewerbebauten konsequent nüchtern und materialgerecht. Damit erreichte er aber bei den Wettbewerben meist nur den 2. Platz.
1937 wurde Brechbühler in den renommierten CIAM aufgenommen und trat dem Werkbund bei. 1938 wurde er Mitglied im Bund Schweizer Architekten (BSA).
Ein weiterer Schulhausbau konnte 1948–1952 mit dem Primarschulhaus Statthaltergut verwirklicht werden, wo in weniger spektakulärer Weise neue Erkenntnisse, speziell der Lichtführung, angewendet wurden. Die Realisierung seines Entwurfs für die Gewerbeschulbauten an der Schänzlihalde gegenüber seinem bestehenden Bauwerk wurde ihm versagt, und ein Mitbewerber erstellte das Gebäude nach anders gearteten Kriterien. Beim Bau des PTT-Hochhauses in Ostermundigen war seine Planung der Grundrisse und Raumaufteilung im Gelände sein wichtigster Beitrag.

## Lehrtätigkeit
1956 kam Brechbühlers Berufung an die ETH Lausanne, wo er als Entwurfsprofessor bis ins Jahr 1970 wirkte. Während seiner gesamten Schaffenszeit forschte er an der Berechnung der optimalen Besonnung von Gebäuden. Mit seiner Methode wurde es möglich, die Dauer der Sonneneinwirkung und des Schattenwurfs zu bestimmen, aber wohl aus Angst vor Nachahmung veröffentlichte er sie nie. Obwohl diese Berechnungen heute schneller und einfacher mit der modernen Informatik zu machen sind, bleiben seine grundsätzlichen Überlegungen zum Lichteinfall wichtig.
Durch seine Lehrtätigkeit und sein Vorbild beeinflusste er die nachfolgende Generation der Architekten massgeblich. Vier der späteren Gründungsmitglieder des Atelier 5 waren zwischen 1953 und 1955 in seinem Büro beschäftigt.

## Ehrung
Hans Brechbühler wurde im Jahr 1985 von der ETH Zürich die Ehrendoktorwürde für sein Lebenswerk verliehen.

## Bauten und Entwürfe
Auswahl der wichtigsten Werke
- 1932: Wettbewerb für den Neubau eines Stadthauses in Bern (nicht prämiert)
- 1934: Projekte für Einfamilienhäuser Areal Eicholz, Bern-Wabern (nicht ausgeführt)
- 1935: Lagerhausanlage mit Wohnhaus der Firma Samen Vatter/Köniz (Ausführung 1935)
- 1935–1939: Wettbewerb Gewerbeschulbauten Bern (1. Preis, Ausführung 1937–1939)
- 1937–1940: Wettbewerbe und Bau von Einfamilienhäusern in Vallamand, Bern-Bümpliz und Thun
- 1940–1941: Wettbewerb für die Gestaltung des nördlichen Brückenkopfes der Lorrainebrücke, Bern (abgelehnt)
- 1943: Projekt für einen interkontinentalen Flughafen Schweiz, Bern-Utzenstorf (zusammen mit Arch. Max Jenni und Ing.-Büro W. Siegfried)
- 1948: Wettbewerb Primarschulhaus Statthaltergut Bern-Bümpliz (1. Preis, Ausführung 1949–1951)
- 1948: Umbau Vatter Samen, Eckhaus Spitalgasse 1 / Bärenpatz 2, Bern
- 1953: Büro- und Laborgebäude für das Schweizerische Rote Kreuz, Bern, Wankdorfstrasse 10
- 1953–1955: Umbau Grosswäscherei Papritz, Bern
- 1955–1961: Projekte PTT Forschungs- und Versuchsanstalt Ostermundigen (Mitarbeit bei Ausführung)
- 1958: Wettbewerb Rudolf-Minger-Gedenkstätte, Schüpfen (1. Preis, Ausführung 1960)
- 1964–1966: Wettbewerb Gewerbeschulhaus Schänzlihalde, Bern (4. Preis, Weiterbearbeitung 1965–1966)
- 1966–1980: weitere Projekte für Wohnhäuser
- 1986: Projekt Gedenkstätte für Le Corbusier auf dem Pouillerel, La Chaux-de-Fonds (nicht ausgeführt)